# Torneo Europeo di Qualificazione Olimpica FIBA 1980
Il torneo Torneo Europeo di Qualificazione Olimpica FIBA 1980 si disputò in Svizzera dal 6 al 17 maggio 1980, e vide la qualificazione ai Giochi della XXII Olimpiade dell'Italia, della Cecoslovacchia e della Spagna.
Il torneo si giocò in cinque città svizzere: Neuchâtel, Lucerna, Vevey, Lugano e Ginevra.

## Classifica finale
| Pos | Squadra        |
| --- | -------------- |
| 1.  | Italia         |
| 2.  | Cecoslovacchia |
| 3.  | Spagna         |
| 4.  | Francia        |
| 5.  | Israele        |
| 6.  | Germania Ovest |
| 7.  | Svezia         |
| 8.  | Polonia        |
| .   | Turchia        |
| .   | Austria        |
| .   | Norvegia       |
| .   | Ungheria       |
| .   | Finlandia      |
| .   | Gran Bretagna  |
| .   | Grecia         |
| .   | Svizzera       |
| .   | Lussemburgo    |
| .   | Paesi Bassi    |
| .   | Bulgaria       |